# Шон Маколі
Шон Маколі (англ. Sean McAuley, нар. 23 червня 1972, Шеффілд) — шотландський футболіст та футбольний тренер, який є головним тренером команди USL «Інді Ілевен». Народився в Англії, але провів один матч за молодіжну збірну Шотландії.

## Кар'єра футболіста
Уродженець Шеффілда Маколі розпочав свою футбольну кар'єру в «Манчестер Юнайтед», підписавши контракт з клубом як гравець юнацької команди в липні 1988 року. Він став професіоналом 21 червня 1990 року, але через 2 роки його продали в шотландський клуб «Сент-Джонстон» за 80 тисяч фунтів стерлінгів, і він так і не зіграв за першу команду манчестерського клубу. Надалі футболіст грав за низку нижчолігових англійських команд та клуб із США «Портленд Тімберз», і в 2005 році завершив виступи на футбольних полях.

## Тренерська кар'єра
У січні 2006 року Маколі був призначений головним тренером академії клубу «Шеффілд Венсдей». Він став тимчасовим головним тренером «Шеффілд Венсдей» між звільненням Пола Старрока та призначенням Браяна Лоуса наприкінці жовтня — на початку листопада 2006 року. Маколі очолював першу команду клубу в 4 іграх, при 3 перемогах і одній нічиї. Перемоги були здобуті над «Квінз Парк Рейнджерс», «Крістал Пелес» і «Лестер Сіті», у матчі проти «Вулвергемптон Вондерерз» була зафіксована нічия з рахунком 2-2. Після призначення Лоуса та Алана Ірвайна він повернувся до роботи головного тренера академії «Сов».
Після звільнення Браяна Лоуса 13 грудня 2009 року Маколі знову призначили тимчасовим головним тренером до призначення постійного головного тренера. Його першою грою була домашня поразка від «Суонсі Сіті» з рахунком 2-0. Пізніше команда під його керівництвом зіграла внічию 2–2 з лідером ліги «Ньюкасл Юнайтед», і програла 2–1 «Крістал Пелес» у 3-му раунді Кубка Англії, обидва матчі вдома.
Маколі брав участь у роботі «Шеффілд Венсдей» щодо налагодження партнерських відносин із клубами Північної Америки. Він проводив роботу з налагодження зв'язків з клубами в північній Каліфорнії та Мічигані, а в квітні 2009 року він поїхав до Канади, щоб провести тренінги з клубом «Вікторія Гайлендерз».
У липні 2012 року Шон Маколі залишив «Шеффілд Венсдей», та став асистентом головного тренера футбольного клубу MLS «Портленд Тімберз». Раніше Маколі грав за портлендську команду в USL. У серпні 2018 року Маколі увійшов до тренерського штабу Джеймса О'Коннора в «Орландо Сіті» як асистент головного тренера. У січні 2020 року Маколі увійшов до тренерського штабу Адріана Гета в клубі «Міннесота Юнайтед» як асистент головного тренера. У жовтні 2023 року Маколі був призначений тимчасовим головним тренером «Міннесота Юнайтед» після звільнення Адріана Гета. 5 січня 2024 року Маколі залишив «Міннесота Юнайтед».
8 січня 2024 року Маколі був призначений головним тренером клубу «Інді Ілевен». 12 червня 2024 року Маколі був названий тренером місяця чемпіонату USL за травень, вигравши за цей час 4 матчі чемпіонату та два матчі Відкритого кубок США.